# المؤنس في أخبار إفريقية وتونس
المؤنس في أخبار أفريقيا وتونس أو المؤنس في أخبار إفريقية وتونس ويعرف اختصارا بالمؤنس: هو أحد أهم المصادر لتاريخ تونس في العصر الحديث، وخاصة منه القرن السابع عشر، وهو من تأليف الإخباري أبي عبد الله محمد بن أبي القاسم الرعيني القيرواني المعروف بابن أبي دينار الذي عاش في العهد المرادي.

صورة لغلاف كتاب المؤنس الصادر عام 1967 من تحقيق الشيخ محمد شمام

## تاريخه
تم تأليف هذا الكتاب في القرن السابع عشر للميلاد، وقد اعتمد فيه مؤلفه على المؤرخين والإخباريين السابقين ومن بينهم أولئك الذين عاشوا منهم في العهد الحفصي وخاصة من بينهم ابن الشماع في كتابه الأدلة البينة النورانية على مفاخر الدولة الحفصية والزركشي صاحب كتاب تاريخ الدولتين الموحدية والحفصية. ورغم ما في كتاب ابن أبي دينار من نقائص وضعف أحيانا، فهو يعتبر المصدر الوحيد الذي يمدنا بمعلومات أولية عن أواخر العهد الحفصي وعن تونس في القرن السابع عشر بعد أن أصبحت تحت النفوذ العثماني. طبع هذا الكتاب للمرة الأولى بمطبعة الرائد الرسمي التونسي عام 1286هـ / 1869م، وكان بذلك من أوائل الكتب التي طبعت بالبلاد التونسية، ثم أعيد طبعه في مطبعة النهضة عام 1350هـ / 1931م دون أن يذكر اسم الجهة التي تولت عملية النشر. ثم طبع للمرة الثالثة من قبل المكتبة العتيقة بتونس عام 1387هـ / 1967م لكن هذه المرة كان محققا من قبل الشيخ محمد شمام أحد مدرسي جامع الزيتونة، وقد اعتمد في تحقيقه على مخطوطة محفوظة بالمكتبة الوطنية التونسية.

## المحتوى
خصص ابن أبي دينار الباب الأول من كتابه للتعريف بمدينة تونس في 10 صفحات من طبعة عام 1967، والباب الثاني لإفريقية في 7 صفحات. وقد نقل في هذين البابين عن مصادر سابقة مثل البكري وابن الشماع وابن ناجي صاحب معالم الإيمان. وخصص الباب الثالث لفتح إفريقية وذكر أمرائها وصولا إلى أمراء الدولة الأغلبية (30 صفحة)، وتحدث في الباب الرابع عن الدولة العبيدية (20 صفحة)، وفي الباب الخامس عن الدولة الصنهاجية (25 صفحة) وفي الباب السادس عن الدولة الحفصية (ص 97-179) مستندا فيه على ابن الشماع الذي عاش في ذلك العصر، كما اعتمد ابن أبي دينار على مصادر شفوية معاصرة له. أما الباب الأهم في الكتاب فهو الباب السابع الذي خصصه ابن أبي دينار للأتراك العثمانيين منذ وصول سنان باشا إلى تونس على رأس الحملة التي انتهت بتخليصها من أيدي الإسبان، متدرجا في ذكر الأحداث إلى أن وصل إلى الحكام المراديين المعاصرين له وآخرهم علي باي، وقد ضمّن كتابه قصائد في مدح هذا الحاكم، كما مدح قبله مراد باي، بما يدل على مكانته من أصحاب الحكم في تونس. ولا تكمن أهمية هذا الباب السابع في طوله حيث يغطي نصف الكتاب تقريبا، وإنما أيضا في أصالة المعلومات التي يحتويها حيث أن المؤلف معاصر للأحداث أو أنه نقل عن شهود عيان بالنسبة للأحداث التي لم يعشها بنفسه. ويعتقد أحمد عبد السلام أن ابن أبي دينار لم ينقل عن كتب سابقة بالنسبة لما يورده فيما يخص القرن السابع عشر. أما خاتمة الكتاب فقد قسمها ابن أبي دينار إلى 4 فصول، عاد في الأول منها للحديث عن مدينة تونس وأسوارها وقضاتها ومفاتيها. وفي الفصل الثاني من الخاتمة عاد للحديث عن الدولة الحفصية ولقدوم الأتراك العثمانيين. وخصص الفصل الثالث لما «تميزت به الديار التونسية وما تفتخر به بين أحبابها»، أما الفصل الرابع والأخير من الخاتمة، فقد عنونه كما يلي: «في تعظيم أهل الحضرة لختم البخاري». وقد اعتمد المؤرخون اللاحقون على ما جاء في هذا الكتاب وخاصة ما يتعلق بالقرن السابع عشر للميلاد، ومن أولئك المؤرخين الوزير السراج في الحلل السندسية في الأخبار التونسية وأحمد بن أبي الضياف في إتحافه وغيرهما كثير.

## مقتطفات
- يقول ابن أبي دينار في مدح مدينة تونس: «وقد كانت قبل هذا الزمان في غاية من الشرف، وأهلها في النعيم والترف، بحيث لم تكن بلد تضاهيها، ونفوس أهلها مطمئنة بأمنها وأمانيها. وكانت محط الرحال، ومبلغ الآمال، إلا أن في زماننا هذا تلاشى أكثر نعمتها... وإذا افتخرت مدينة من مدن المغرب، فما أحق الفخر بتونس. وإذا حلّ بها غريب نال التأنّس من تونس. والدليل على ما كانت عليه من رفاهية أهلها في القديم وبقيت آثاره، هو أن غالب أهلها كانت لهم جنّات وبساتين يخرجون إليها بعيالهم في زمن الصيف والخريف، وتكون الناس في أسواقهم يتعاملون إلى آخر النهار، ومبيتهم في بساتينهم ومن الغد يبكّرون إلى البلد... ولهم غير ذلك من الأعياد والمواسم والتفاخر بالأعراس الحافلة وإظهار التنعم حتى بالمآتم، وناهيك أن أعيادهم مشهورة، فمما يستعملونه في أيام العيد من الحلاوات والأطعمة التي لا توجد إلا في الحضرة المقروض الذي يتفاخرون به، وهو مشهور بينهم لا يحتاج إلى تعريف، وهو أطيب حلاواتهم وليس بعده شيء، حتى أني التقيت بمن أكله في الحضرة فأعجبه غاية الإعجاب، فقال: عجبت لمن في بيته المقروض كيف ينام الليل».[7]
- ويقول عن تعظيم أهل تونس لختم البخاري: «ومن تعظيمهم له وإجلالهم إياه أنهم يشتغلون به عن أهم شيء من جميع أشغالهم ويغلقون حوانيتهم، وينادي المنادي قبل ذلك ألا أن الختم لجامع البخاري غدا صباحا أو عشية في موضع كذا، فيفزع الناس ويتسارعون لذلك وتتسارع له النساء والصبيان والخواص والعوام. ويبدأ الراوي بما فيه من تعظيم لجناب رسول الله صلى الله عليه وسلم من بعض سيرته ومعجزاته، حتى يحصل لذلك ضجيج برفع الصوت بالصلاة عليه والتسليم، ثم يذكر مواعظ ودقائق، ويخوف الناس حتى يبكوا ويندموا على ما فرطوا في جنب الله في أيامهم السالفة، وربما حصل للمذنب بسبب ذلك التوبة، ثم يذكر بعد ذلك من سعة رحمة الله، ثم يصلي ويسلم على رسول الله صلى الله عليه وسلم، ثم يختم بالجامع الصحيح، وربما اشتغلوا بذلك من طلوع الشمس إلى قرب الزوال».[8]